# Mohamed Rachid Bey
Mohamed Rachid Bey, nom francisé de Muhammad al-Rashid Bey (arabe : أبو عبد الله محمد الرشيد باي), né en 1710 et décédé le 12 février 1759 au palais du Bardo, est bey de Tunis de la dynastie des Husseinites de 1756 à sa mort.

## Biographie
Né d'une mère originaire de Corse, Mohamed est investi comme prince héritier par son père Hussein Bey, le 8 septembre 1725, puis est nommé par son cousin Ali Ier Pacha comme gouverneur de Sousse en 1736 ; il occupe ce poste pendant trois ans.
Il s'exile à Alger avec son frère Ali Bey pour fuir la répression d'Ali Pacha qui s'abat après 1740 sur ses opposants et les potentiels concurrents à la succession d'Hussein Bey. Il y est rejoint par le parti qui s'est formé autour de son père à Kairouan. Le retournement d'alliance du dey d'Alger lui profite : il pénètre jusqu'au Kef pour reprendre le pouvoir. Son allié est défait par Ali Pacha et son fils Younès, en 1746, sous les murs de la citadelle du Kef. Il s'installe une décennie encore à Alger où il prend pour secrétaires les frères Lasram, soutiens de son père Hussein à Kairouan.
Ses alliés algérois et constantinois reprennent les hostilités avec la régence de Tunis en 1755, avec l'aide des tribus du Nord-Ouest tunisien appartenant au parti husseinite. Après la prise de la kasbah de Tunis et le meurtre d'Ali Ier Pacha, le 22 septembre 1756, l'armée algérienne se répand dans la ville et la pille. Mais le partage même du butin conduit à une division entre le bey de Constantine, chef de l'expédition, et Mohamed Rachid. Le bey ayant fait appel à ses troupes, Mohamed Rachid s'enferme dans la citadelle du Bardo alors que son frère Ali s'enfuit à Sfax pour y lever des troupes chez les anciens alliés de son père, les caïds de Djerba et de Sfax.
En accord avec les Algériens, les Turcs de la milice de Tunis, profitant du désarroi général, s'emparent de la kasbah et y installent un gouvernement révolutionnaire qui règne par la terreur sur la capitale pendant plusieurs semaines. Puis, le chef du gouvernement décide de marcher sur Le Bardo où se trouve Mohamed Rachid qui se considère comme le souverain légitime de la régence de Tunis. Les insurgés, qui ont avec eux quelques contingents algériens, assiègent le Bardo qui est alors entouré d'une enceinte fortifiée.
C'est alors que Mohamed Rachid alerte son frère Ali qui accourt de Sfax avec des troupes nombreuses et disciplinées, composées en majorité de cavaliers tribaux. Ali réussit à battre les insurgés, à rétablir l'autorité légitime de son frère Mohamed Rachid et à obtenir le départ des Turcs d'Alger moyennant toutefois le paiement d'une forte indemnité de guerre et l'envoi d'un tribut annuel symbolique consistant en deux chargements d'huile d'olive pour, selon le texte du traité, éclairer les mosquées d'Alger.
Mohamed Rachid et son frère Ali règnent pour ainsi dire conjointement, l'aîné ne faisant rien sans l'avis de son cadet, lequel a la haute main sur les affaires du royaume. Ayant ainsi fait l'apprentissage du pouvoir, Ali succède sans difficulté à son frère Mohamed Rachid lorsque ce dernier meurt au printemps 1759.
Ayant reçu une éducation distinguée, c'est l'un des rares souverains possédant une production littéraire notable, dont quelques recueils de poésie. Il remet en vogue la musique arabo-andalouse ou malouf, l'enrichissant d'apports italiens et turcs. Il compose quelques pièces musicales à partir d'anciennes partitions qu'il joue devant ses invités, dans son verger de La Manouba. Il fonde au sein même du palais du Bardo une école de musique ; c'est en son honneur qu'une association de musicologie, La Rachidia, prend son nom en 1934.